# Mount Tarr
Mount Tarr är ett berg i Antarktis. Det ligger i Östantarktis. Australien gör anspråk på området. Toppen på Mount Tarr är 1 500 meter över havet.
Terrängen runt Mount Tarr är platt österut, men västerut är den kuperad. Trakten är obefolkad. Det finns inga samhällen i närheten.